# María Amparo Muñoz
Doña Maria Amparo Muñoz y Borbón, I contessa di Vista Alegre e principessa Czartoryski ((ES) : Maria Amparo de los Desamparados Muñoz y de Borbón, condesa de Vista Alegre; Madrid, 17 novembre 1834 – Parigi, 19 agosto 1864), è stata una nobile spagnola.

## Biografia

### Infanzia

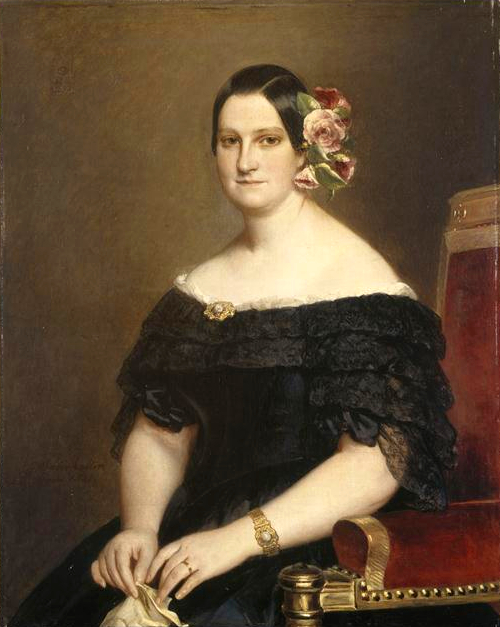
Maria Cristina delle Due Sicilie ritratta da Franz Xaver Winterhalter - Parigi - 1841.

Nacque a Madrid, Spagna, come figlia di Maria Cristina delle Due Sicilie, reggente e regina madre di Spagna, e del suo marito segreto Augustín Fernández Muñoz, Duca di Riansares. 

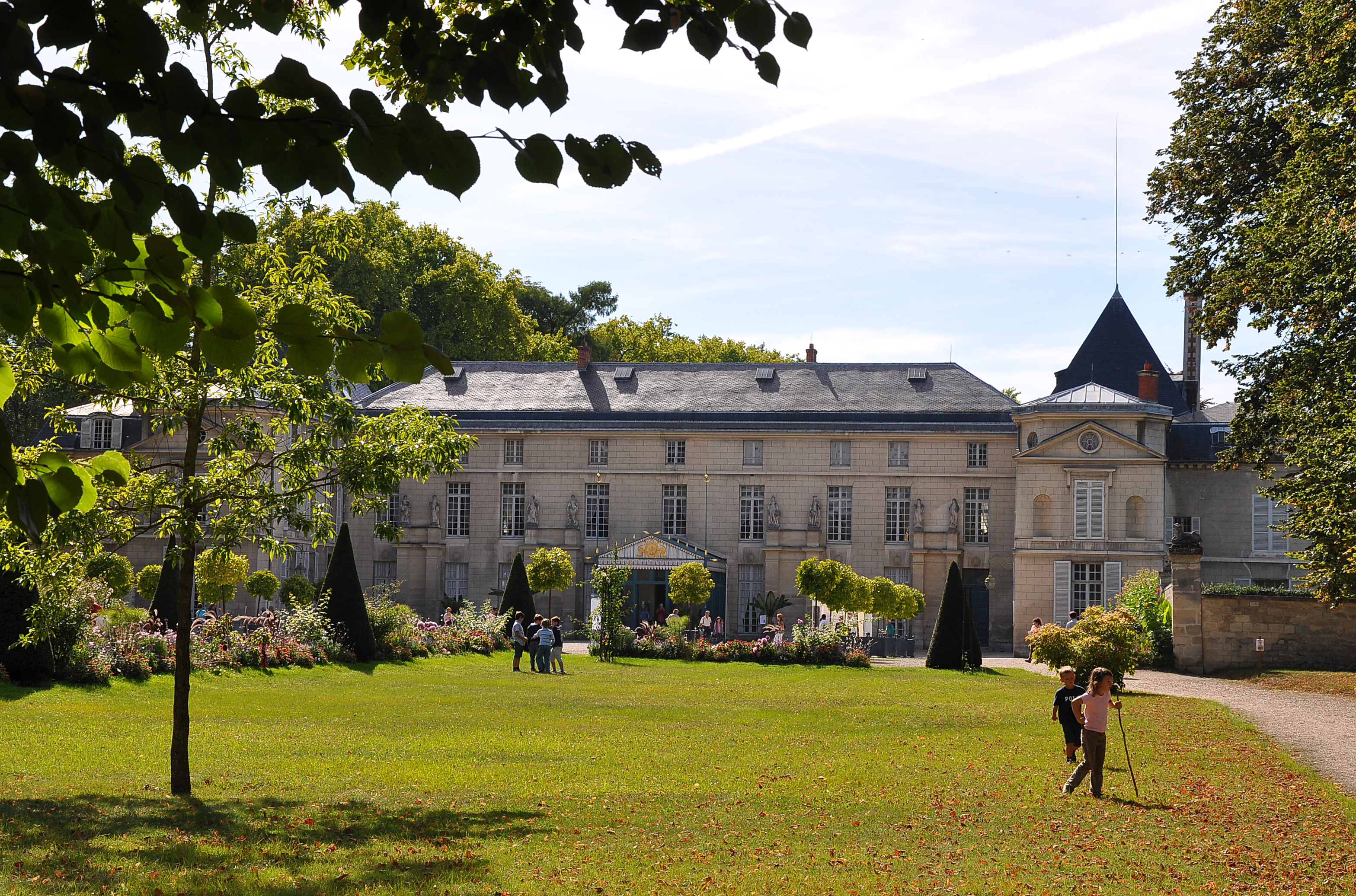
Facciata principale del Castello di Malmaison

La madre di Maria Amparo, Maria Cristina era stata sposata con Re Ferdinando VII di Spagna, da cui aveva avuto due figlie femmine in qualità di regina consorte. La maggiore Isabella, fu proclamata Regina Isabella II di Spagna all'età di 3 anni dopo la morte di suo padre il 29 settembre 1833. La sua vedova Maria Cristina (ora reggente) sposò un sergente della guardia pochi mesi dopo il 28 dicembre 1833 e Maria Amparo fu il loro primo figlio. Nel 1840 Maria Amparo andò con i suoi genitori in esilio in Francia. Nel 1842 sua madre acquistò lo Château de Malmaison dove Maria Amparo ed i suoi fratelli e sorelle crebbero.

### Matrimonio
Il 1º marzo 1855, Maria Amparo sposò il Principe Władysław Czartoryski alla Malmaison. Suo marito era un nobile polacco che viveva in esilio in Francia. Vissero all'Hôtel Lambert, la base operativa della famiglia Czartoryski durante il secondo impero francese. Lei ed il Principe Władysław ebbero un figlio maschio, August Franciszek Czartoryski, nato il 2 agosto 1858.

### Morte
Maria Amparo contrasse la tubercolosi, che fu sfortunatamente trasmessa a suo figlio quando aveva sei anni. Morì poco tempo dopo, il 19 agosto 1864 a 29 anni a Parigi. I suoi resti furono sepolti nella tomba di tre dei suoi fratelli nel cimitero di Rueil-Malmaison. Un anno dopo il marito li trasferì al mausoleo della sua famiglia a Sieniawa.

## Ascendenza
|                                          |                                    |                                      | Genitori                                |  |  | Nonni |  |  | Bisnonni                                       |  |  | Trisnonni              |  |
|                                          |                                    |                                      |                                         |  |  |       |  |  | 8. Francisco Javier Muñoz y Carrillo de Torres |  |  | 16. José Muñoz Navarro |  |
|                                          |                                    |                                      |                                         |  |  |       |  |  | 8. Francisco Javier Muñoz y Carrillo de Torres |  |  | 16. José Muñoz Navarro |  |
|                                          |                                    | 17. Manuela Carrillo de Torres Frías |                                         |  |  |       |  |  | 8. Francisco Javier Muñoz y Carrillo de Torres |  |  |                        |  |
| 4. Juan Antonio Muñoz y Funes            |                                    |                                      |                                         |  |  |       |  |  | 8. Francisco Javier Muñoz y Carrillo de Torres |  |  |                        |  |
|                                          |                                    | 9. Eugenia Dorotea Funes Martínez    | 18. Manuel Funes Burgo                  |  |  |       |  |  |                                                |  |  |                        |  |
|                                          |                                    | 9. Eugenia Dorotea Funes Martínez    | 18. Manuel Funes Burgo                  |  |  |       |  |  |                                                |  |  |                        |  |
|                                          |                                    | 9. Eugenia Dorotea Funes Martínez    | 19. Manuela Martínez                    |  |  |       |  |  |                                                |  |  |                        |  |
| 2. Agustín Fernández Muñoz               |                                    | 9. Eugenia Dorotea Funes Martínez    |                                         |  |  |       |  |  |                                                |  |  |                        |  |
|                                          |                                    | 10. Gabriel Antonio Sánchez Ordoñez  | 20. Gabriel Sánchez Muñoz               |  |  |       |  |  |                                                |  |  |                        |  |
|                                          |                                    | 10. Gabriel Antonio Sánchez Ordoñez  | 20. Gabriel Sánchez Muñoz               |  |  |       |  |  |                                                |  |  |                        |  |
|                                          |                                    | 10. Gabriel Antonio Sánchez Ordoñez  | 21. Yomar Ordóñez                       |  |  |       |  |  |                                                |  |  |                        |  |
| 5. Eusebia Sánchez y Ortega              |                                    | 10. Gabriel Antonio Sánchez Ordoñez  |                                         |  |  |       |  |  |                                                |  |  |                        |  |
|                                          |                                    | 11. María Francisca Ortega Campos    | 22. Lorenzo Ortega y Toledo             |  |  |       |  |  |                                                |  |  |                        |  |
|                                          |                                    | 11. María Francisca Ortega Campos    | 22. Lorenzo Ortega y Toledo             |  |  |       |  |  |                                                |  |  |                        |  |
|                                          |                                    | 11. María Francisca Ortega Campos    | 23. María Campos                        |  |  |       |  |  |                                                |  |  |                        |  |
| 1. María Amparo Muñoz                    |                                    | 11. María Francisca Ortega Campos    |                                         |  |  |       |  |  |                                                |  |  |                        |  |
|                                          | 12. Ferdinando I delle Due Sicilie | 24. Carlo III di Spagna              |                                         |  |  |       |  |  |                                                |  |  |                        |  |
|                                          | 12. Ferdinando I delle Due Sicilie | 24. Carlo III di Spagna              |                                         |  |  |       |  |  |                                                |  |  |                        |  |
|                                          | 12. Ferdinando I delle Due Sicilie | 25. Maria Amalia di Sassonia         |                                         |  |  |       |  |  |                                                |  |  |                        |  |
| 6. Francesco I delle Due Sicilie         | 12. Ferdinando I delle Due Sicilie |                                      |                                         |  |  |       |  |  |                                                |  |  |                        |  |
|                                          |                                    | 13. Maria Carolina d'Asburgo-Lorena  | 26. Francesco I di Lorena               |  |  |       |  |  |                                                |  |  |                        |  |
|                                          |                                    | 13. Maria Carolina d'Asburgo-Lorena  | 26. Francesco I di Lorena               |  |  |       |  |  |                                                |  |  |                        |  |
|                                          |                                    | 13. Maria Carolina d'Asburgo-Lorena  | 27. Maria Teresa d'Austria              |  |  |       |  |  |                                                |  |  |                        |  |
| 3. Maria Cristina di Borbone-Due Sicilie |                                    | 13. Maria Carolina d'Asburgo-Lorena  |                                         |  |  |       |  |  |                                                |  |  |                        |  |
|                                          |                                    | 14. Carlo IV di Spagna               | 28. Carlo III di Spagna (= 24)          |  |  |       |  |  |                                                |  |  |                        |  |
|                                          |                                    | 14. Carlo IV di Spagna               | 28. Carlo III di Spagna (= 24)          |  |  |       |  |  |                                                |  |  |                        |  |
|                                          |                                    | 14. Carlo IV di Spagna               | 29. Maria Amalia di Sassonia (= 25)     |  |  |       |  |  |                                                |  |  |                        |  |
| 7. Maria Isabella di Borbone-Spagna      |                                    | 14. Carlo IV di Spagna               |                                         |  |  |       |  |  |                                                |  |  |                        |  |
|                                          |                                    | 15. Maria Luisa di Borbone-Parma     | 30. Filippo I di Parma                  |  |  |       |  |  |                                                |  |  |                        |  |
|                                          |                                    | 15. Maria Luisa di Borbone-Parma     | 30. Filippo I di Parma                  |  |  |       |  |  |                                                |  |  |                        |  |
|                                          |                                    | 15. Maria Luisa di Borbone-Parma     | 31. Luisa Elisabetta di Borbone-Francia |  |  |       |  |  |                                                |  |  |                        |  |
|                                          |                                    | 15. Maria Luisa di Borbone-Parma     |                                         |  |  |       |  |  |                                                |  |  |                        |  |